# محمود شفیعی
محمود شفیعی (زادهٔ ۱۶ مرداد ۱۳۷۰ - کرج) یک بازیکن فوتبال اهل ایران است که در پست هافبک بازی می‌کند.

## افتخارات
نائب قهرمانی در لیگ آزادگان و صعود به لیگ برتر خلیج فارس به همراه تیم نساجی مازندران